# Silk Electric
Silk Electric – solowy album amerykańskiej piosenkarki Diany Ross wydany w 1982 roku. Album został wydany przez amerykańską wytwórnię płytową RCA.
Okładka płyty została zaprojektowana przez Andy'ego Warhola.
Silk Electric był drugim albumem wyprodukowanym przez Ross (jedynym wyjątkiem jest singel "Muscles" – wyprodukowany przez wieloletniego przyjaciela piosenkarki – Michaela Jacksona Płyta osiągnęła status złotej za ponad 500,000 sprzedanych egzemplarzy w samych Stanach Zjednoczonych.
Projekt okładki Warhola został kilkukrotnie powielony na wydawnictwie, które posiada podwójną, rozkładaną okładkę.
Sama płyta zamiast klasycznego oznakowania stron ("Side 1" i "Side 2") posiada "twarze" (Face 1 i Face 2). Było to nawiązanie do wspomnianego powyżej powielenia wizerunku Ross na okładce.
Utwór "Turn Me Over" stanowi wskazówkę dla słuchacza do odwrócenia płyty (lub kasety) na drugą stronę. Pomysł ten staje się zupełnie bezcelowy w formacie CD czy mp3.
Pierwsze wydanie albumu posiadało przezroczystą naklejkę zawierającą logo z tytułem płyty, przez co po odklejeniu jej, okładka wyglądała jak obraz Warhola bez żadnych napisów.

## Lista utworów
|    | Tytuł utworu          | Producent                                  | Czas |
| -- | --------------------- | ------------------------------------------ | ---- |
| 1  | "Muscles"             | Michael Jackson                            | 4:36 |
| 2  | "So Close"            | Bill Wray, Diana Ross, Rob Mounsey         | 4:12 |
| 3  | "Still In Love"       | Randy Handley                              | 4:06 |
| 4  | "Fool For Your Love"  | Bill Wray, Diana Ross, Ray Chew            | 3:47 |
| 5  | "Turn Me Over"        | Diana Ross, Steve Goldstein                | 1:10 |
| 6  | "Who"                 | Barry Blue, Rod Bowkett                    | 3:45 |
| 7  | "Love Lies"           | Allan Chapman, Michael Hanna               | 4:05 |
| 8  | "In Your Arms"        | Linda Creed, Michael Masser                | 3:30 |
| 9  | "Anywhere You Run To" | David Roberts                              | 3:30 |
| 10 | "I Am Me"             | Diana Ross, Freddie Gorman, Janie Bradford | 3:50 |

## Personel
- Diana Ross – wokal, producent
- Michael Jackson – producent
- Patti Austin – wokal
- Luther Vandross – wokal
- Bill Wolfer – syntezator
- Paul Shaffer – klawisze
- Tawatha Agee – wokal
- Joe Bargar – pianino
- Errol Bennett – perkusja
- Michael Boddicker – syntezator
- Ray Chew – klawisze
- Cissy Houston – wokal
- Eric Gale – gitara
- Steve Goldstein – syntezator
- Lucio Hopper – bas
- Yogi Horton – perkusja
- Neil Jason – bas
- Bob Kulick – gitara
- Paulette McWilliams – wokal
- Rick Marotta – perkusja
- Daniel Miller – klawisze
- Jeff Mironov – gitara
- Jonathan Moffett – perkusja
- Julia Tillman Waters – wokal
- Greg Smith – syntezator
- Ed Walsh – syntezator
- Maxine Willard Waters – wokal
- David Williams – gitara
- Nathan Watts – bas